# Presidente degli Stati Confederati d'America
Il Presidente degli Stati Confederati d'America è stata la massima carica di quest'ultimo stato, esistito dal 1861 al 1865.

## Presidenti
L'unico presidente in carica è stato Jefferson Davis, dal 18 febbraio 1861 all'8 maggio 1865. Egli faceva parte del Partito Democratico, allora collocato a destra.

## Giuramento ed elezione
Il 9 febbraio 1861, il congresso provvisorio di Montgomery elesse all'unanimità il presidente Jefferson Davis e il vicepresidente Alexander H. Stephens. Stephens, che era un delegato al Congresso dalla Georgia, ha prestato giuramento l'11 febbraio. Davis ha prestato giuramento il 18 febbraio dopo l'arrivo dal Mississippi, dove aveva lasciato le sue dimissioni dal Senato degli Stati Uniti. Davis e Stephens furono eletti mercoledì 6 novembre 1861. La capitale era stata spostata nel giugno 1861 a Richmond, e l'inaugurazione avvenne presso la statua di Washington, il 22 febbraio 1862.